# Albums Chart
Albums Chart (dawniej Top 100 Individual Artist Albums) – lista najlepiej sprzedających się albumów w Irlandii. Rankingi powstają na podstawie sprzedaży albumów, które są opracowywane przez sprzedawców danych detalicznych i są zapisywane codziennie w formie elektronicznej. Obecnie wszystkie główne sklepy muzyczne i ponad czterdzieści niezależnych przekazuje dane do wykresów, co stanowi ponad 80% rynku, według Chart-Track. Nowe zestawienie jest tworzone i podawane oficjalnie do wiadomości publicznej przez Irish Recorded Music Association w piątek w południe. Każde zestawienie powstaje na podstawie danych z ostatniego tygodnia. Aktualnie zestawienie składa się ze stu albumów.